# Абдирбекова, Даяна Сериковна
Даяна Сериковна Абдирбекова (каз. Даяна Серікқызы Абдирбекова; род. 10 апреля 2002 г.) — казахстанская художественная гимнастка, победительница Азиатских игр 2018 в команде.

## Награды и достижения
- Чемпионат Республики Казахстан 2018 — бронза (многоборье), бронза (обруч, булавы, лента).
- Чемпионат Республики Казахстан 2019 — бронза (многоборье).
- Кубок Республики Казахстан 2018 — золото (многоборье), золото (обруч, булавы, лента), серебро (мяч).
- Кубок Республики Казахстан 2019 — бронза (булавы, лента).
- Азиатские игры 2018 — золото (команда)[1].
- МТ «Gracia Fair Cup» 2018 — серебро (обруч), бронза (лента).
- МТ «Gracia Fair Cup» 2019 — бронза (лента)[2].